# Maison traditionnelle balinaise

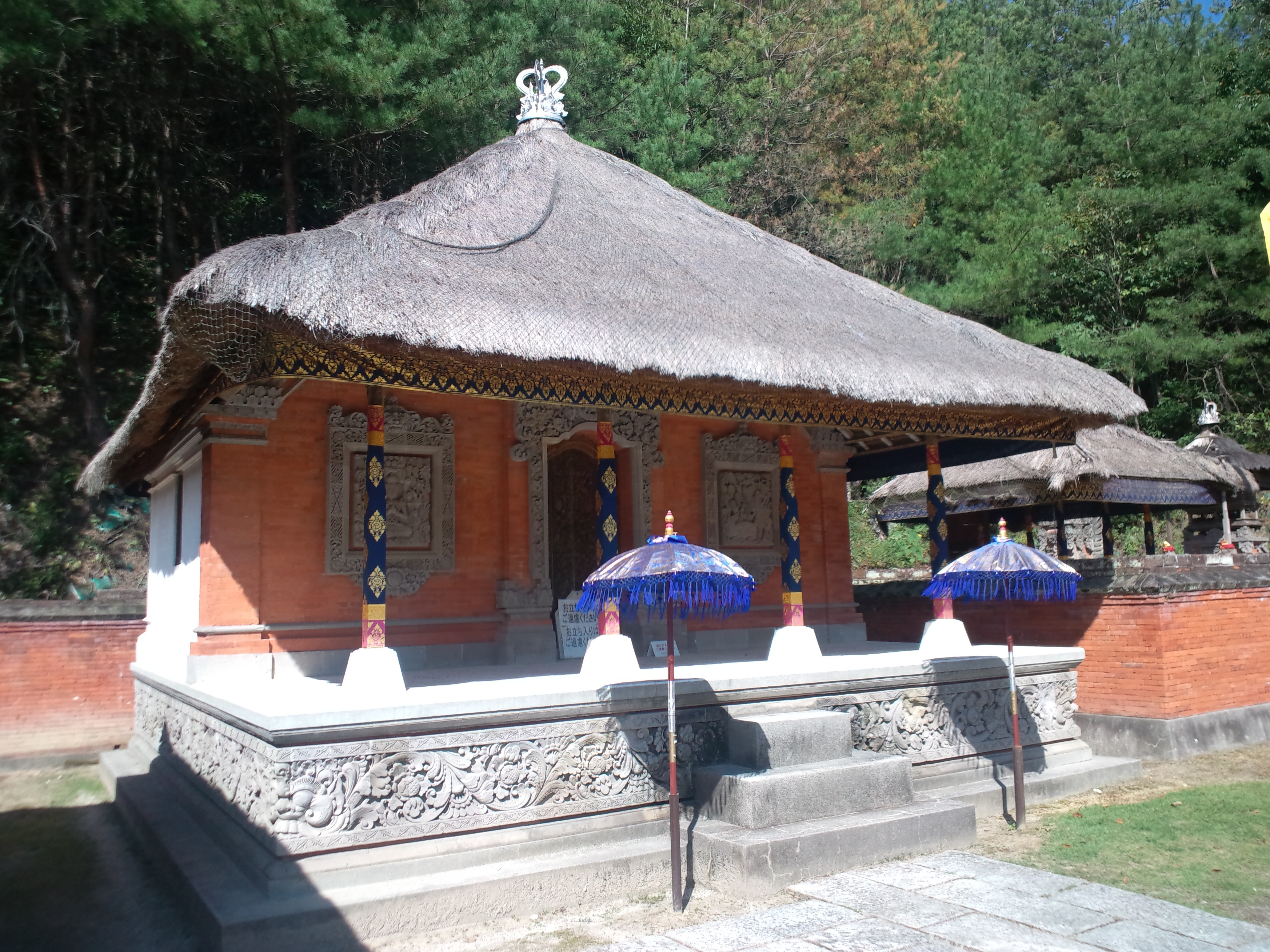
Balè meten, pavillon de sommeil dans un complexe d'habitation balinais traditionnel.

La maison traditionnelle balinaise est l'habitat vernaculaire des Balinais à Bali en Indonésie. Elle suit un plan architectural ancien de manière stricte. Celui-ci est le résultat d'un mélange de croyances hindouistes et bouddhistes ainsi que d'animisme austronésien ayant pour objectif que la maison soit en harmonie avec les lois du cosmos telles que décrites dans l'hindouisme balinais.

## Orientation spatiale
Comme la plupart des maisons traditionnelles en Indonésie, l'orientation spatiale et la hiérarchie des éléments sont des considérations cruciales dans l'architecture balinaise. Ce concept se base sur le principe du dharma hindou : chacun des objets de l'univers est conçu pour avoir un emplacement idéal, il doit être correctement aligné en tout temps pour atteindre l'harmonie avec l'univers avec pour objectif final moksha, le point de libération où l'homme atteint l'état de perfection. L'emplacement des objets dans l'architecture balinaise à un rôle important dans l'optique de cet objectif.
Les principes de l'architecture balinaise - telle que la bonne taille, le bon emplacement, le bon alignement des types d'habitation - est décrit dans l'Asta Kosala Kosali. Il s'agit de huit règles directrices de la conception architecturale originellement écrites en javanais sur un lontar (manuscrit en feuille de palme). Selon l'Asta Kosala Kosali, l'univers est divisé en trois parties : buhr (le monde souterrain, royaume des démons), buwah (le monde humain) et swah (le paradis, royaume des dieux). Cette division cosmique se reflète dans la géographie de Bali : une zone centrale montagneuse (dans laquelle se trouve le mont Agung) est considéré comme appartenant aux dieux alors que la mer est associées aux esprits maléfiques. L'entre-deux composé des plaines et des collines est le royaume des hommes.
Cette hiérarchie de royaume se retrouve également dans les points cardinaux balinais. Les deux points cardinaux principaux sont kaja et kelod. Kaja signifie « vers la montagne » (le mont Agung) et se réfère à ce qui est haut ou sacré. Kelod signifie « vers la mer » (lieu des démons) et indique les lieux bas et profanes. La plupart de la population vivant au sud du mont Agung, l'axe principal est l'axe nord-sud. Ce n'est pas le cas dans le nord (Bali Aga). Les axes secondaires sont kangin (où le soleil se lève, l'est) et Kauh (où le soleil se couche, l'ouest). Kangin est associé à la vie (sacré) et kauh est associé à la mort (profane). Le nord-est (kaja kangin) est donc considéré comme la direction idéale pour construire les sanctuaires familiaux alors que le sud-ouest (kelod kauh) est impur. Ce système cardinal joue un rôle important dans l'organisation de la culture balinaise,.

## Le complexe d'habitation

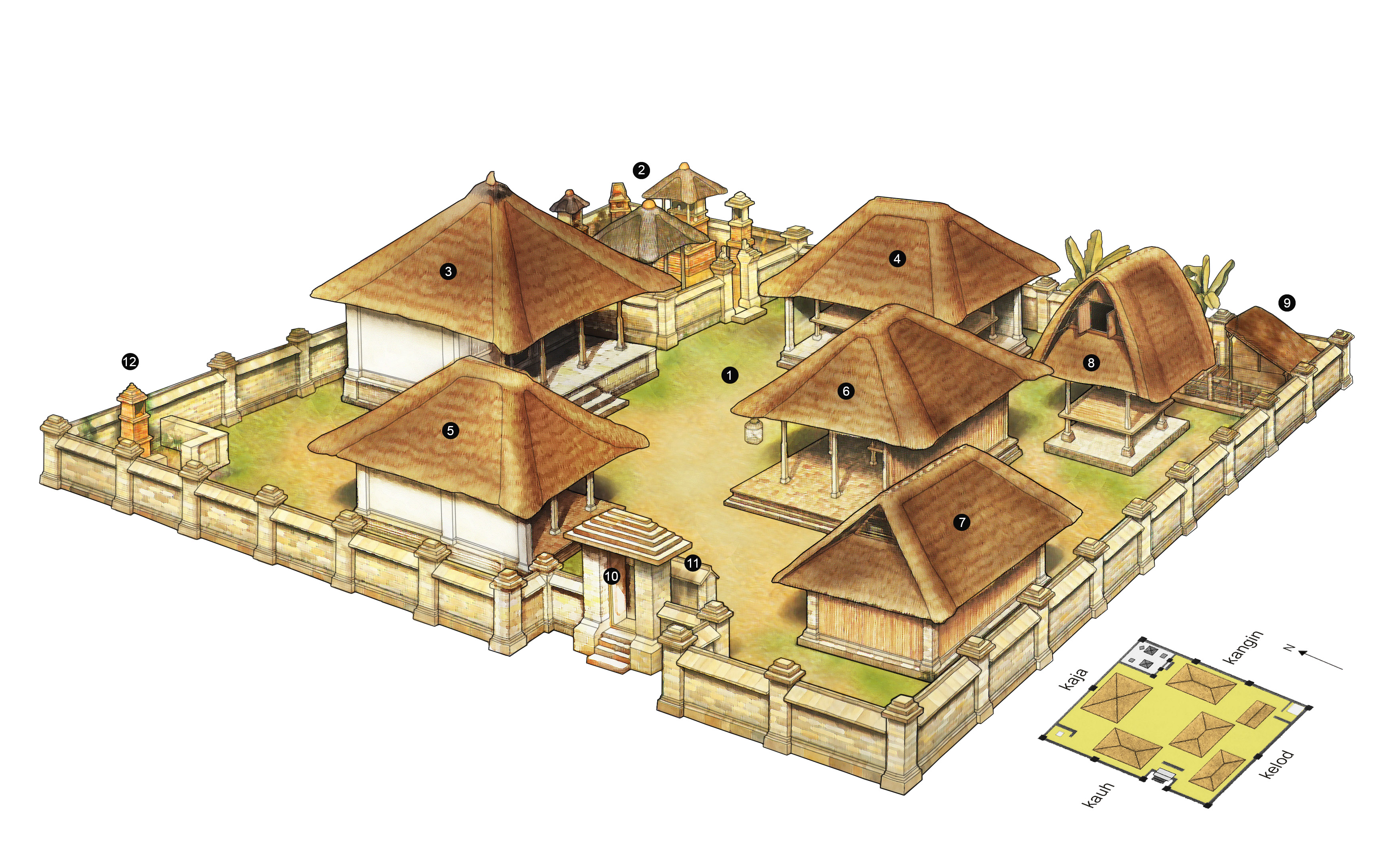
Un exemple de complexe d'habitation balinais. Légende : 1. Natah 2. Sanggah Kemulan 3. Bale daja ou meten 4. Bale dangin ou sikepat 5. Bale dauh ou tiang sanga 6. Bale delod ou sekenam 7. Paon 8. Lumbung 9. un enclos à cochons 10. Lawang 11. Aling-aling 12. Sanggah pengijeng karang

Le complexe d'habitation balinais s'organise autour de natah, la cour centrale. Le sanctuaire familial se nomme sanggah kemulan, c'est un lieu dédié au trimūrti. Il est généralement situé au nord-ouest de par son caractère sacré. D'autres sanctuaires de protection de la maison (sanggah pengijeng karang) sont également situés au nord-ouest.
La pavillon du nord (bale daja) est le pavillon le plus important, il est dédié au sommeil. Le pavillon de l'est (bale dangin) est prévu pour loger les membres de la famille étendue (les frères par exemple) et est utilisé pour les cérémonies importantes. La pavillon de l'ouest (bale dauh) sert à recevoir les invités. La pavillon du sud (bale sakenam) est utilitaire, les femmes l'utilisent traditionnellement pour le tissage par exemple.
Parmi les autres bâtiments utilitaires, on peut citer paon (la cuisine) et lumbung (le grenier à riz).
La porte du complexe se nomme lawang, elle est généralement placée à sur le côté le plus inhospitalier, au sud-ouest donc. Un petit mur de séparation (aling-aling) est placé derrière elle et a pour but d'empêcher l'entrée des mauvais esprits.